# Fina Ferreira
Josefina (Fina) Ferreira (Curaçao, 14 juli 1960) is een Curaçaos danseres en choreografe. Ze werkt samen met andere dansers en heeft op Curaçao haar eigen dansschool. Ze treedt op in binnen- en buitenland.

## Biografie
Fina Ferreira ging na het voortgezet onderwijs voor studie naar Nederland. Aan de Amsterdamse Hogeschool voor de Kunsten slaagde ze voor de studies theaterdans en dansonderwijzer en specialiseerde zich in jazz- en klassiek ballet.
Bij terugkeer, in 1981, gaf ze les voor dansschool Les Sylphides en danste ze in Grupo Folklóriko Kreativo, onder leiding van Pacheco Domacassé. Het jaar erop danste ze op het Cultural Festival in Knoxville. Ook vertegenwoordigde ze Curaçao daarna in het buitenland. In 1983 richtte ze met Shirley Pole van Heningen de Fina Dance Art School op. Ze maakte maakte tientallen producties en wijzigde de naam van de school later naar Dance & More Foundation.
In 1984 werd het nieuwe gezelschap Ballet Kontemporaneo di Kòrsou geformeerd met haar dansschool en meerdere (semi)professionele dansers. In 1985 ging ze met dit gezelschap en de Curaçaose muziekgroep Survival voor een optreden naar een medisch congres in San Francisco. Binnen haar school zette ze de Simia Dance Company op, die veel waardering oogstte. Ook heeft ze aandacht voor andere dansvormen, zoals urban- en streetdance, en stimuleert ze haar leerlingen om ook buiten haar school om te dansen. Ze vindt folklore heel belangrijk en zou dat het liefst onderwezen zien op de basisscholen. Ze werkte ook aan een modernisering van de Curaçaose folklore, al kreeg ze daar wisselende reacties op. De een noemde het "erg mooi, apart en bijzonder" en de ander een verkrachting van het origineel.
Vanaf 1991 werkte ze samen met de toneelgroep Theatrum, geleid door Etta Andreae. Uit deze samenwerking ontstond de Jeugd Theaterschool Curaçao, later bekend onder de naam Drazans (Drama-zang-dans). Naast producties van haar eigen dansschool, trad ze op met andere dansers en choreografen, zoals Felix de Rooy, Alydia Wever, Tjarck Benschop en Wendell Elisabeth en jaren later met UZIMA (2008).
In 2012 werd ze onderscheiden met de prestigieuze Curaçaose Cola Debrotprijs. De prijs bestaat uit onder meer gouden speldje met rozet van een larahabloem.